# フィアルリジン
フィアルリジン(Fialuridine)または1-(2-デオキシ-2-フルオロ-1-D-アラビノフラノシル)-5-ヨードウラシル(FIAU)は、ヌクレオシド類似体の一つである。B型肝炎ウイルス感染の治療への利用が研究されていたが、1993年にアメリカ国立衛生研究所で行われた臨床試験で、15人の被験者のうち5人が、乳酸アシドーシスを伴う肝不全を引き起こす予期せぬ毒性により死亡し、さらに2人は肝移植が必要となった。この毒性は動物実験からは予測できなかった異例なものであり、ミトコンドリアを損傷させることが原因だと推察された。